# Zielistka

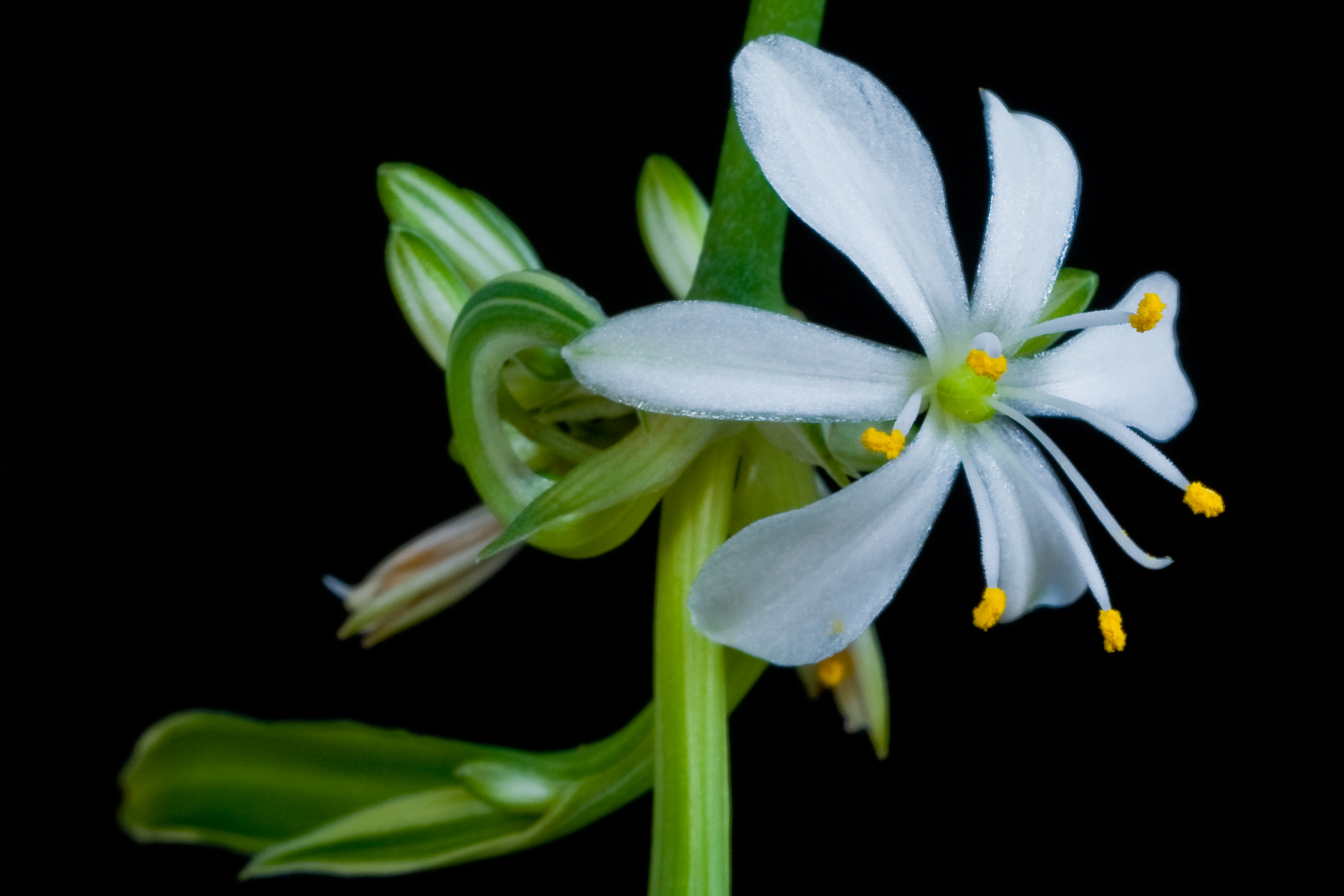
Kwiat zielistki Sternberga

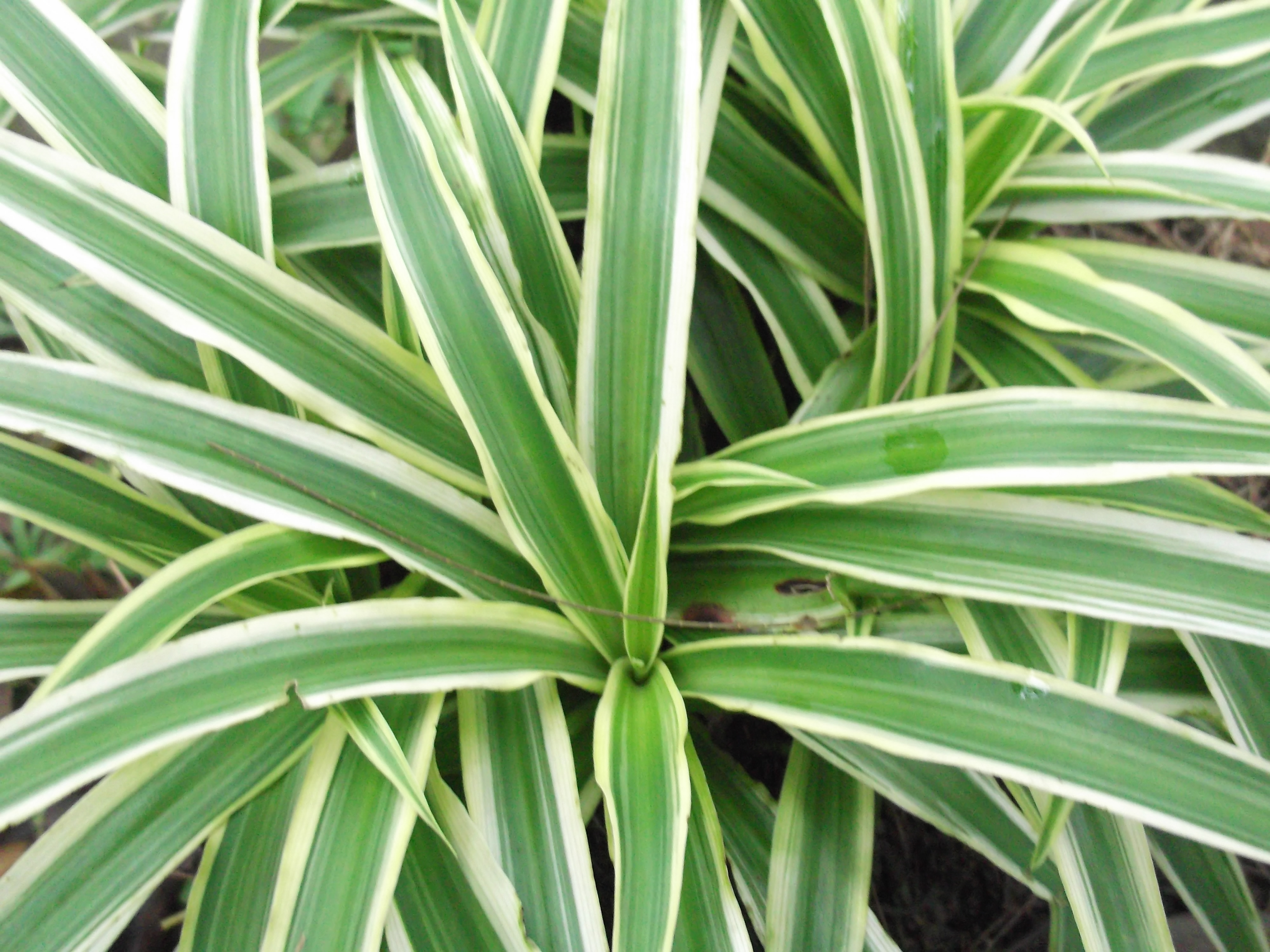
Chlorophytum comosum 'Variegatum'

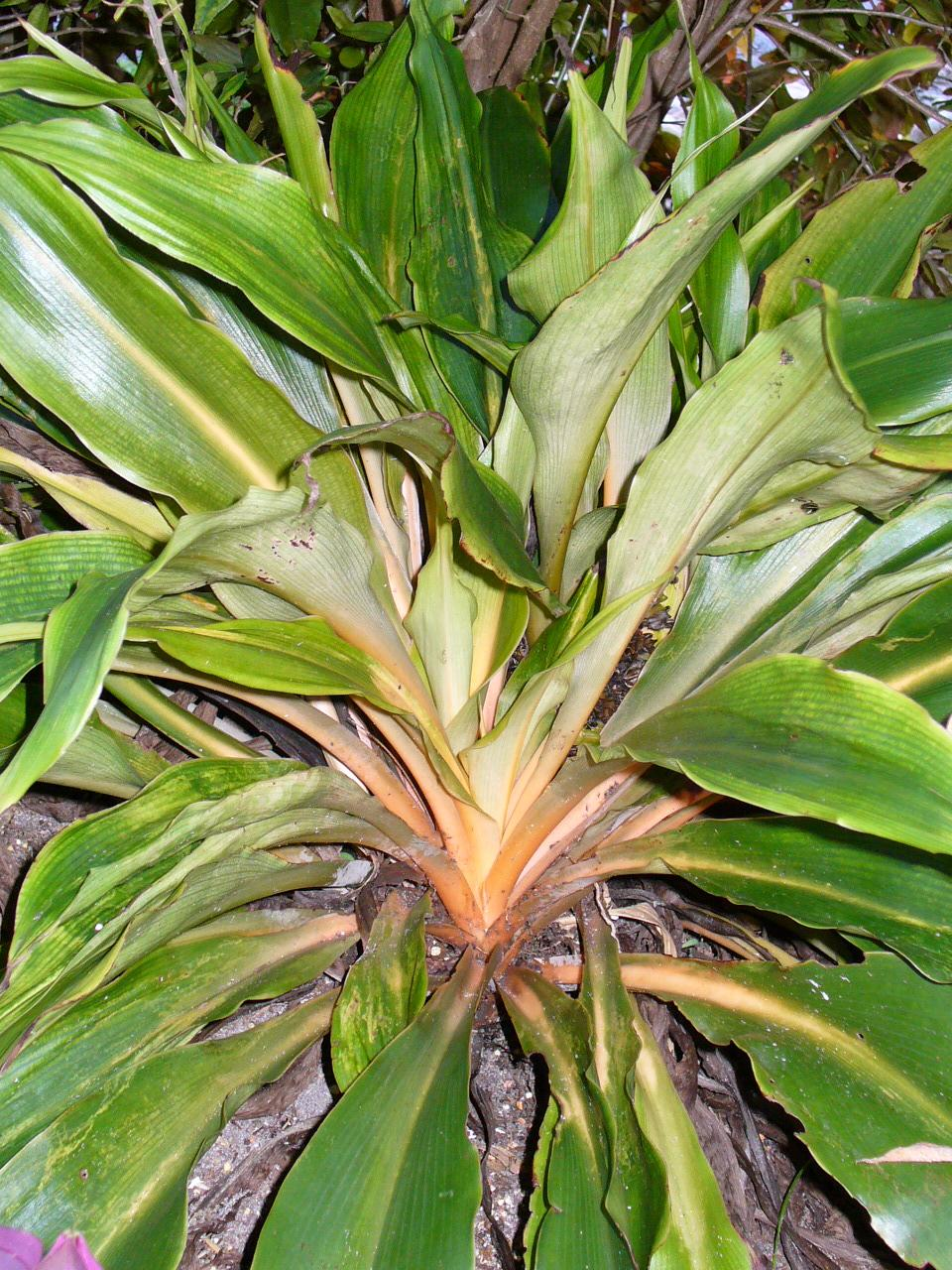
Chlorophytum orchidastrum

Zielistka, zielistek (Chlorophytum Ker Gaw.) – rodzaj roślin zaliczany do rodziny szparagowatych w systemie APG III z 2009. Wcześniej rodzaj umieszczany w rodzinie agawowatych (Agavaceae) (system APG II z 2003), liliowatych (Liliaceae) (system Cronquista z 1981), w niektórych systemach w ramach wyodrębnianej rodziny pajęcznicowatych (Anthericaceae). Obejmuje ok. 100–150 gatunków (różnice wynikają z różnych ujęć systematycznych gatunków włączanych tutaj lub do rodzajów Anthericum i Dasystachys). Wszyscy przedstawiciele to byliny rosnące w tropikalnych obszarach Azji, Afryki, Australii i Ameryki, przy czym większość gatunków występuje w Afryce. Gatunkiem popularnym w uprawie (w klimacie umiarkowanym jako roślina doniczkowa) jest zielistka Sternberga. Gatunkiem typowym jest Chlorophytum inornatum Ker-Gawler.

## Morfologia

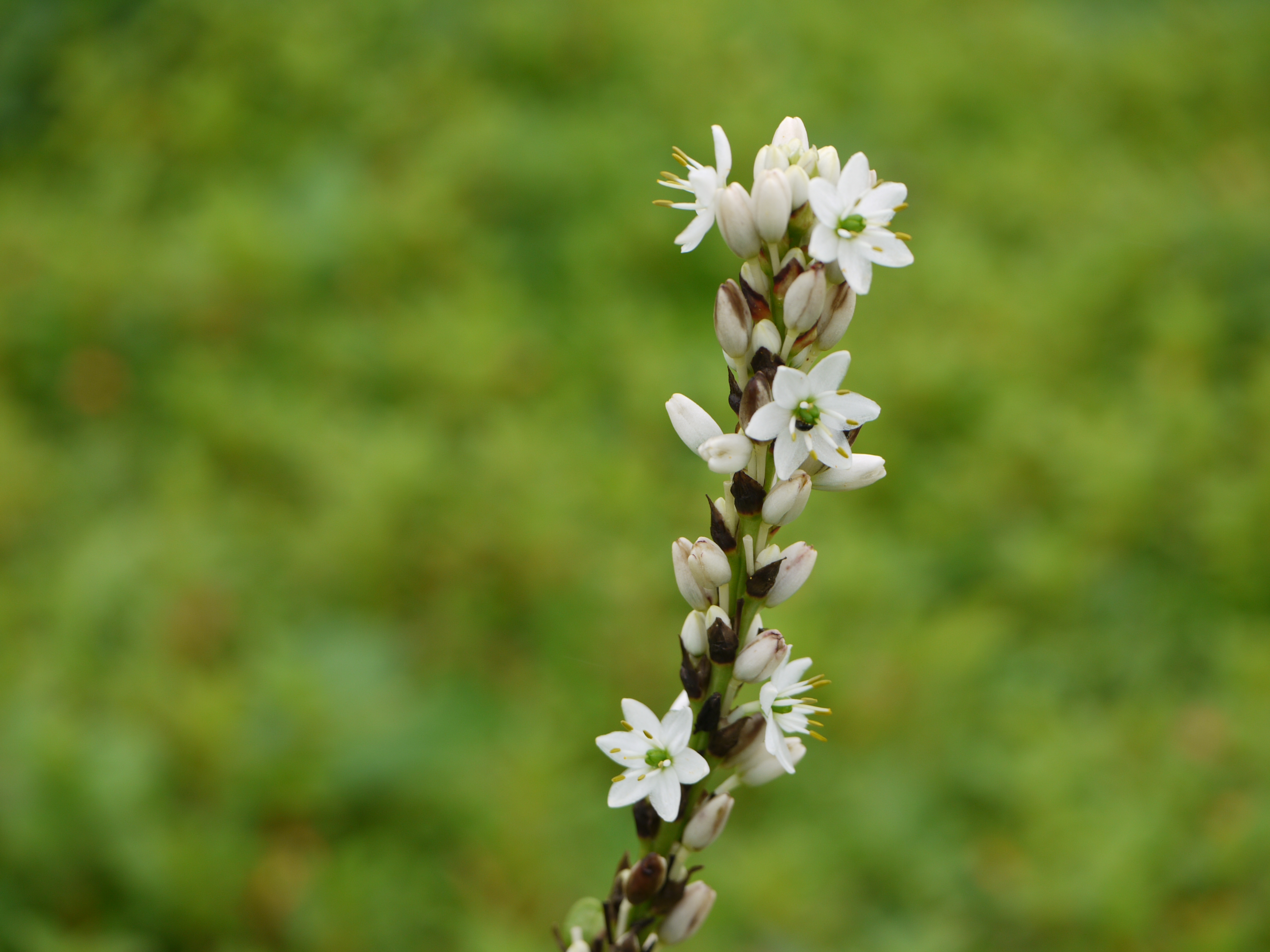
Kwiatostan Chlorophytum glaucoides

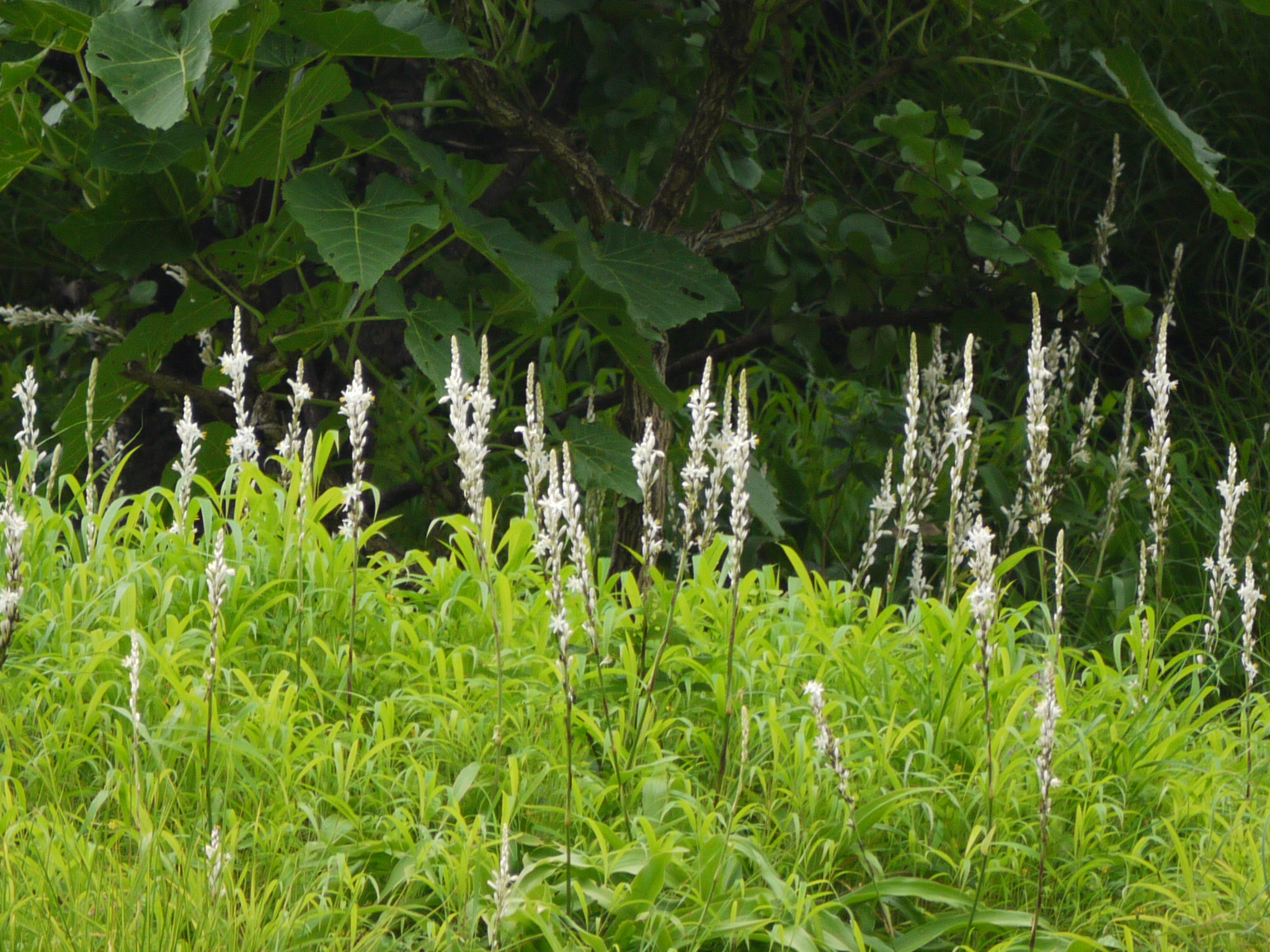
Chlorophytum glaucum

Z kłącza, zwykle krótkiego, o bulwiastych korzeniach, wyrastają równowąskie, mieczowate lub sercowate liście z pochwowatą nasadą. U nasady liści wyrastają głąbiki z liśćmi wspierającymi odgałęzienia kwiatostanu znajdującego się na szczycie i tworzonego przez grona białych kwiatów. Kwiaty są obupłciowe, niepozorne, małe, w kolorze białym lub zielonkawym. Listków okwiatu jest 6, wolnych, z 3–7 żyłkami wiązek przewodzących. 6 pręcików wyrasta z nasady listków okwiatu. Posiadają cienkie nitki, lekko rozszerzające się w części środkowej. Pylniki osadzone są u swej podstawy i otwierają się do wnętrza kwiatu. Zalążnia utworzona z 3 owocolistków w każdej z komór z 1 lub kilkoma zalążkami. Szyjka słupka cienka, zakończona drobnym znamieniem. Owocem jest trójkanciasta torebka. Nasiona są czarne, spłaszczone. 

## Systematyka

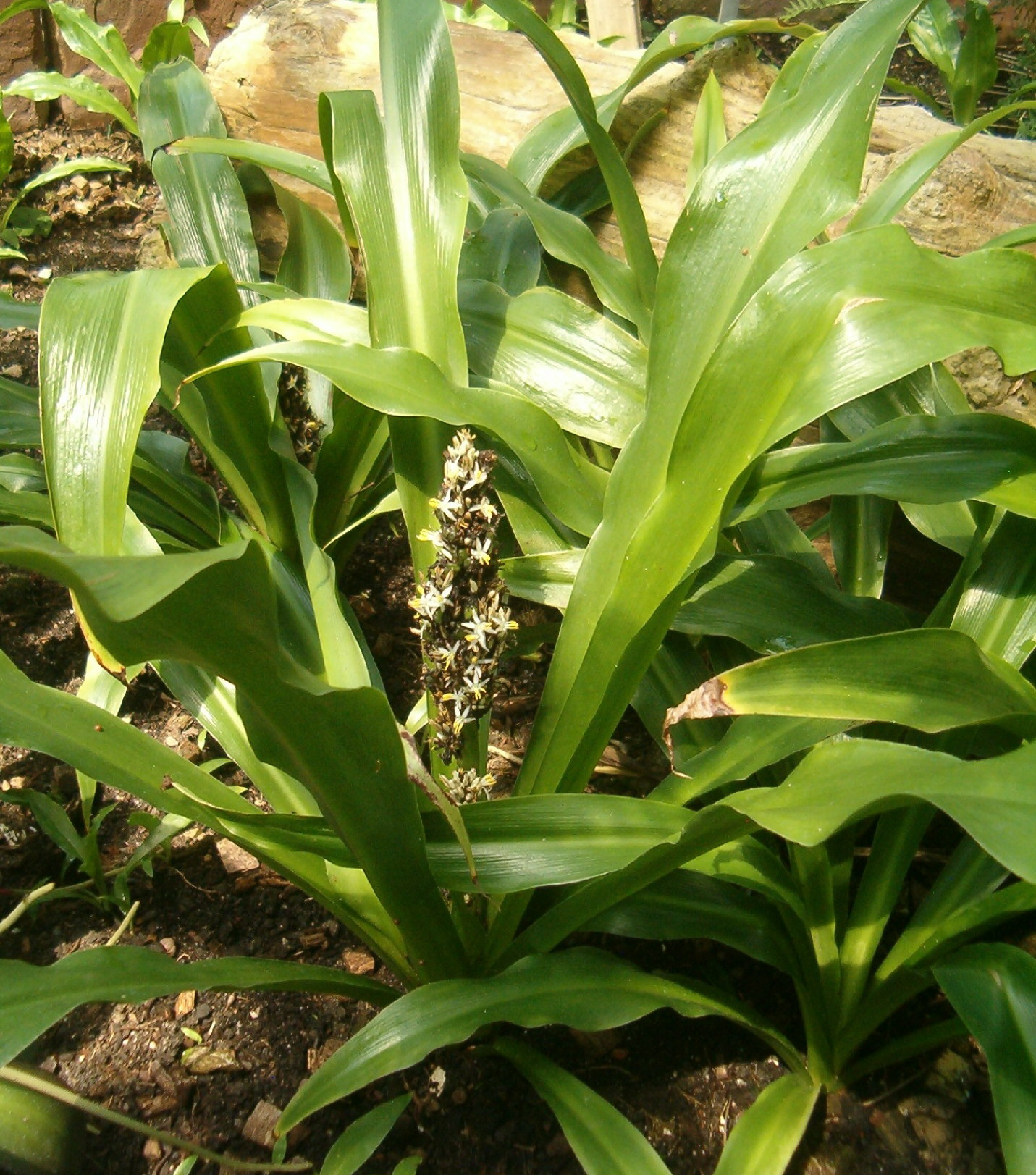
Chlorophytum macrophyllum

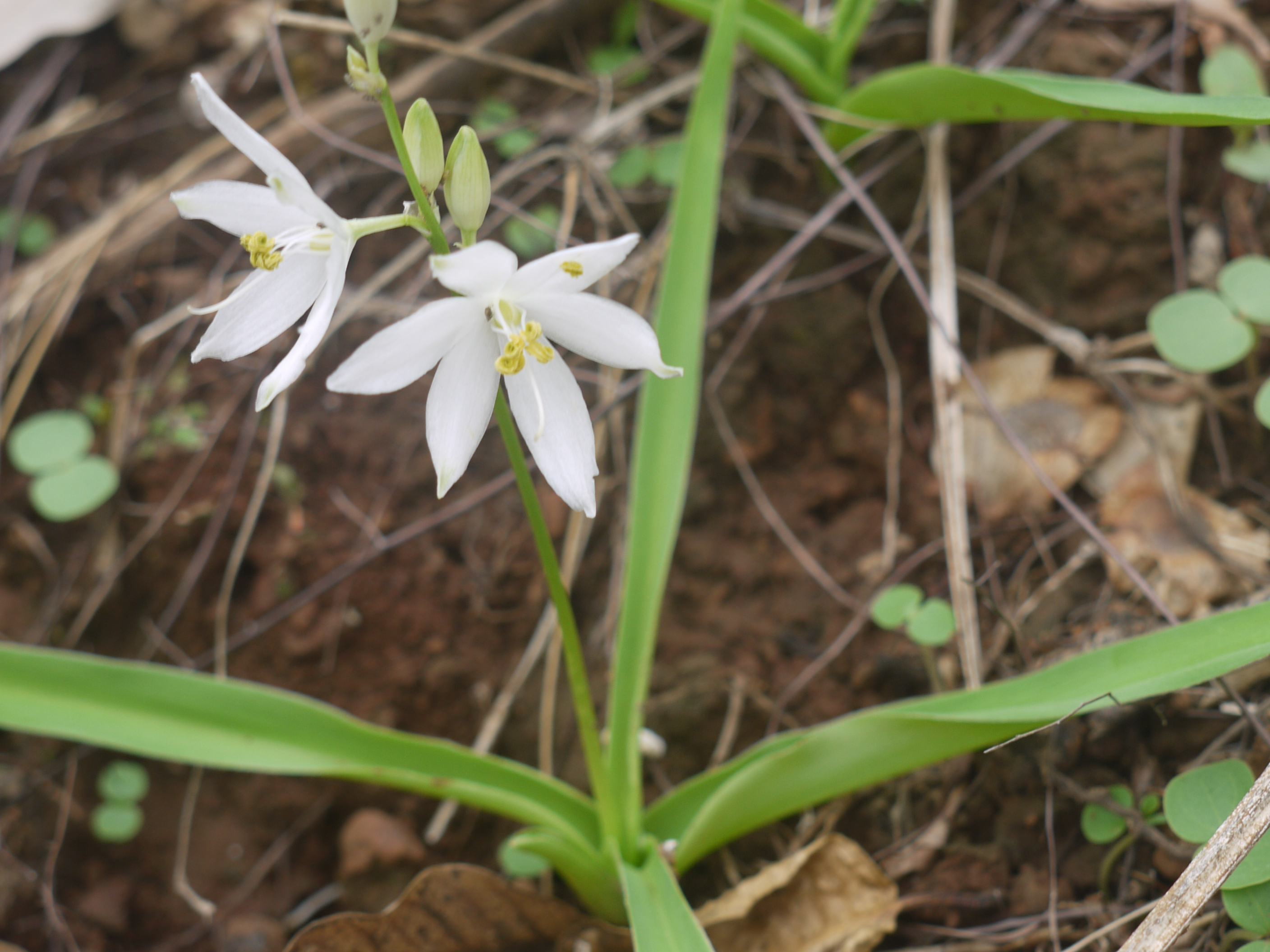
Chlorophytum tuberosum

Jeden z wielu rodzajów z dawnej rodziny liliowatych (Liliaceae) (system Cronquista z 1981), który wraz z najbliższymi krewnymi jest w ostatnich kilkunastu latach bardzo różnie ujmowany przez taksonomów. Preferujący wyróżnianie wielu drobnych rodzin (np. system Reveala z lat 1993–1999) wyodrębniali rodzinę pajęcznicowatych Anthericaceae J. Agardh. W pierwszych wersjach systemu APG (1998, 2003) rodzaj zaliczany był do rodziny agawowate (Agavaceae), która w wersji z 2009 została zdegradowana do rangi podrodziny.
Długi czas rodzaj wyodrębniany był od podobnych tylko na podstawie różnic morfologicznych i cytologicznych. Gdy poznano jego filogenezę za pomocą badań molekularnych, okazało się, że odrębnie opisywany poprzednio rodzaj Dasystachys zagnieżdżony jest wewnątrz kladu Chlorophytum. Dodatkowo przeniesiono do tego rodzaju także afrykańskie gatunki uprzednio zaliczane do rodzaju Anthericum (tam utrzymywane czyniły z tego rodzaju takson parafiletyczny).
Pozycja według Angiosperm Phylogeny Website (aktualizowany system APG III z 2009)
Jeden z rodzajów podrodziny agawowych (Agavoideae) w obrębie szparagowatych (Asparagaceae s.l.). W obrębie podrodziny wchodzi w skład grupy liczącej w sumie 8 rodzajów, stanowiącej klad siostrzany dla dwóch rodzajów – Herreria i Herreriopsis. 
Pozycja rodzaju w systemie Reveala (1994-1999)
Gromada okrytonasienne (Magnoliophyta Cronquist), podgromada Magnoliophytina Frohne & U. Jensen ex Reveal, klasa jednoliścienne (Liliopsida Brongn.), podklasa liliowe (Liliidae J.H. Schaffn.), nadrząd Lilianae Takht., rząd agawowce (Agavales Hutch.), rodzina pajęcznicowate (Anthericaceae J. Agardh), podplemię Chlorophytinae Benth., rodzaj zielistka (Chlorophytum Ker Gawl.).
Wykaz gatunków
- Chlorophytum acutum (C.H.Wright) Nordal
- Chlorophytum affine Baker
- Chlorophytum africanum (Baker) Baker
- Chlorophytum alismifolium Baker
- Chlorophytum alpinum Benth. ex Baker
- Chlorophytum altum Engl. & K.Krause
- Chlorophytum anceps (Baker) Kativu
- Chlorophytum andongense Baker
- Chlorophytum angulicaule (Baker) Kativu
- Chlorophytum angustiracemosum Poelln.
- Chlorophytum angustissimum (Poelln.) Nordal
- Chlorophytum ankarense H.Perrier
- Chlorophytum appendiculatum H.Perrier
- Chlorophytum applanatum Nordal & Thulin
- Chlorophytum arcuatoramosum R.B.Drumm.
- Chlorophytum aridum Oberm.
- Chlorophytum arundinaceum Baker
- Chlorophytum asperum J.C.Manning
- Chlorophytum basitrichum Poelln.
- Chlorophytum baturense K.Krause
- Chlorophytum belgaumense Chandore, Malpure, Adsul & S.R.Yadav
- Chlorophytum benguellense (Baker) Meerts
- Chlorophytum benuense Engl. & K.Krause
- Chlorophytum bharuchae Ansari, Sundararagh. & Hemadri
- Chlorophytum bifolium Dammer
- Chlorophytum blepharophyll um Schweinf. ex Baker
- Chlorophytum boomense Kativu
- Chlorophytum borivilianum Santapau & R.R.Fern.
- Chlorophytum bowkeri Baker
- Chlorophytum brachystachyum Baker – zielistka krótkokłoskowa
- Chlorophytum bracteatum Hua
- Chlorophytum brevipedunculatum Poelln.
- Chlorophytum breviscapum Dalzell
- Chlorophytum bulbinifolium Hoell & Nordal
- Chlorophytum burundiense Meerts
- Chlorophytum calyptrocarpum (Baker) Kativu
- Chlorophytum cameronii (Baker) Kativu
- Chlorophytum camporum Engl. & K.Krause
- Chlorophytum capense (L.) Voss – zielistka przylądkowa
- Chlorophytum caudatibracteatum Engl. & K.Krause
- Chlorophytum caulescens (Baker) Marais & Reilly
- Chlorophytum chelindaense Kativu & Nordal
- Chlorophytum chevalieri Poelln.
- Chlorophytum chinense Bureau & Franch.
- Chlorophytum chloranthum Baker
- Chlorophytum clarae Bjorå & Nordal
- Chlorophytum collinum (Poelln.) Nordal
- Chlorophytum colubrinum (Baker) Engl.
- Chlorophytum comosum (Thunb.) Jacques – zielistka Sternberga
- Chlorophytum cooperi (Baker) Nordal
- Chlorophytum cordifolium De Wild.
- Chlorophytum crassinerve (Baker) Oberm.
- Chlorophytum cremnophilum van Jaarsv.
- Chlorophytum crispum (Thunb.) Baker
- Chlorophytum cyperaceum (Kies) Nordal
- Chlorophytum dalzielii (Hutch. ex Hepper) Nordal
- Chlorophytum debile Baker
- Chlorophytum decaryanum H.Perrier
- Chlorophytum decipiens Baker
- Chlorophytum dianellifoliu m (Baker) H.Perrier
- Chlorophytum distichum H.Perrier
- Chlorophytum diwanjii Mujaffar, A.P.Tiwari & Chandore
- Chlorophytum dolichocarpum Tamura
- Chlorophytum ducis-aprutii Chiov.
- Chlorophytum fasciculatum (Baker) Kativu
- Chlorophytum fernandesii (Poelln.) Meerts
- Chlorophytum filifolium Nordal & Thulin
- Chlorophytum filipendulum Baker
- Chlorophytum fischeri (Baker) Baker
- Chlorophytum gallabatense Schweinf. ex Baker
- Chlorophytum galpinii (Baker) Kativu
- Chlorophytum geayanum (H.Perrier) Marais & Reilly
- Chlorophytum geophilum Peter ex Poelln.
- Chlorophytum glaucoides Blatt.
- Chlorophytum glaucum Dalzell
- Chlorophytum goetzei Engl.
- Chlorophytum gothanense Malpure & S.R.Yadav
- Chlorophytum gracile Baker
- Chlorophytum graminifolium (Willd.) Kunth
- Chlorophytum graniticola Kativu
- Chlorophytum graniticum H.Perrier
- Chlorophytum graptophyllum (Baker) Marais & Reilly
- Chlorophytum haygarthii J.M.Wood & M.S.Evans
- Chlorophytum herrmannii Nordal & Sebsebe
- Chlorophytum heynei Baker
- Chlorophytum hiranense Nordal & Thulin
- Chlorophytum hirsutum A.D.Poulsen & Nordal
- Chlorophytum holstii Engl.
- Chlorophytum humbertianum H.Perrier
- Chlorophytum humifusum Cufod.
- Chlorophytum hypoxiforme (H.Perrier) Marais & Reilly
- Chlorophytum hysteranthum Kativu
- Chlorophytum immaculatum (Hepper) Nordal
- Chlorophytum inconspicuum (Baker) Nordal
- Chlorophytum indicum (Willd. ex Schult. & Schult.f.) Dress
- Chlorophytum inornatum Ker Gawl.
- Chlorophytum intermedium Craib
- Chlorophytum kolhapurense Sardesai, S.P.Gaikwad & S.R.Yadav
- Chlorophytum krauseanum (Dinter) Kativu
- Chlorophytum krookianum Zahlbr.
- Chlorophytum lancifolium Welw. ex Baker
- Chlorophytum laxum R.Br.
- Chlorophytum leptoneurum (C.H.Wright) Poelln.
- Chlorophytum lewisae Oberm.
- Chlorophytum limosum (Baker) Nordal
- Chlorophytum littorale Nordal & Thulin
- Chlorophytum longifolium Schweinf. ex Baker
- Chlorophytum longiscapum Dammer
- Chlorophytum longissimum Ridl.
- Chlorophytum macrophyllum (A.Rich.) Asch.
- Chlorophytum macrorrhizum Poelln.
- Chlorophytum macrosporum Baker
- Chlorophytum madagascariense Baker – zielistka madagaskarska
- Chlorophytum malabaricum Baker
- Chlorophytum malayense Ridl.
- Chlorophytum mamillatum Elden & Nordal
- Chlorophytum minor Kativu
- Chlorophytum modestum Baker
- Chlorophytum molle (Baker) Meerts
- Chlorophytum monophyllum Oberm.
- Chlorophytum namaquense Schltr. ex Poelln.
- Chlorophytum namorokense H.Perrier
- Chlorophytum nepalense (Lindl.) Baker
- Chlorophytum nervatum (C.H.Wright) Poelln.
- Chlorophytum nervosum Nordal & Thulin
- Chlorophytum nidulans (Baker) Brenan
- Chlorophytum nimmonii Dalzell
- Chlorophytum nubicum (Baker) Kativu
- Chlorophytum nyasae (Rendle) Kativu
- Chlorophytum nzii A.Chev. ex Hepper
- Chlorophytum occultum A.D.Poulsen & Nordal
- Chlorophytum orchidastrum Lindl.
- Chlorophytum orchideum (Welw. ex Baker) Meerts
- Chlorophytum palghatense K.M.P.Kumar & Adsul
- Chlorophytum parkeri (Baker) Marais & Reilly
- Chlorophytum parvulum Chiov.
- Chlorophytum paucinervatum  (Poelln.) Nordal
- Chlorophytum pauciphyllum Oberm.
- Chlorophytum pauper Poelln.
- Chlorophytum pendulum Nordal & Thulin
- Chlorophytum peralbum Poelln.
- Chlorophytum perfoliatum Kativu
- Chlorophytum petraeum Nordal & Thulin
- Chlorophytum petrophilum K.Krause
- Chlorophytum pilosicarinat um (Poelln.) Meerts
- Chlorophytum polystachys Baker
- Chlorophytum pseudocaule Tesfaye & Nordal
- Chlorophytum pterocarpum Nordal & Thulin
- Chlorophytum pubiflorum Baker
- Chlorophytum pusillum Schweinf. ex Baker
- Chlorophytum pygmaeum (Weim.) Kativu
- Chlorophytum radula (Baker) Nordal
- Chlorophytum ramosissimum Nordal & Thulin
- Chlorophytum rangei (Engl. & K.Krause) Nordal
- Chlorophytum recurvifolium (Baker) C.Archer & Kativu
- Chlorophytum reflexibracteatum Poelln.
- Chlorophytum rhizopendulum  Bjorå & Hemp
- Chlorophytum rigidum Kunth
- Chlorophytum ruahense Engl.
- Chlorophytum rubribracteatum (De Wild.) Kativu
- Chlorophytum rutenbergianum Vatke
- Chlorophytum saundersiae (Baker) Nordal
- Chlorophytum scabrum Baker
- Chlorophytum senegalense (Baker) Hepper
- Chlorophytum serpens Sebsebe & Nordal
- Chlorophytum sharmae Adsul, Lekhak & S.R.Yadav
- Chlorophytum simplex Craib
- Chlorophytum sofiense (H.Perrier) Marais & Reilly
- Chlorophytum somaliense Baker
- Chlorophytum sparsiflorum Baker
- Chlorophytum sphacelatum (Baker) Kativu
- Chlorophytum sphagnicola Meerts
- Chlorophytum staudtii Nordal
- Chlorophytum stenopetalum Baker
- Chlorophytum stolzii (K.Krause) Weim.
- Chlorophytum subligulatum H.Perrier
- Chlorophytum subpetiolatum  (Baker) Kativu
- Chlorophytum suffruticosum  Baker
- Chlorophytum superpositum (Baker) Marais & Reilly
- Chlorophytum sylvestre Bardot-Vaucoulon
- Chlorophytum tenerrimum Peter ex Poelln.
- Chlorophytum tetraphyllum (L.f.) Baker
- Chlorophytum transvaalense (Baker) Kativu
- Chlorophytum trichophlebium (Baker) Nordal
- Chlorophytum triflorum (Aiton) Kunth
- Chlorophytum tripedale (Baker) H.Perrier
- Chlorophytum tuberosum (Roxb.) Baker
- Chlorophytum ustulatum (Welw. ex Baker) Meerts
- Chlorophytum velutinum Kativu
- Chlorophytum vestitum Baker
- Chlorophytum viridescens Engl.
- Chlorophytum viscosum Kunth
- Chlorophytum waibelii K.Krause
- Chlorophytum warneckei (Engl.) Marais & Reilly
- Chlorophytum zambiense Bjorå & Nordal
- Chlorophytum zavattarii (Cufod.) Nordal
- Chlorophytum zingiberastrum Nordal & A.D.Poulsen

## Zastosowanie
- Rośliny ozdobne: ze względu na piękne, często pasiaste ulistnienie, niektóre gatunki znajdują się w uprawie doniczkowej. W Polsce uprawiany jest głównie jeden gatunek – zielistka Sternberga.